# گمینا کوسوف لاتسکی
گمینا کوسوف لاتسکی (به لهستانی:  Gmina Kosów Lacki) یک گمینا در لهستان است که در شهرستان سوکوووف واقع شده‌است. گمینا کوسوف لاتسکی ۲۰۰٫۱۷ کیلومتر مربع مساحت و ۶٬۴۲۳ نفر جمعیت دارد.